# Caminha
Caminha is een grensplaats en gemeente in het Portugese district Viana do Castelo.
De gemeente heeft een totale oppervlakte van 137 km² en telde 17.069 inwoners in 2001. Bij Caminha mondt de grensrivier de Minho uit in de Atlantische Oceaan.

## Plaatsen in de gemeente
- Âncora
- Arga de Baixo
- Arga de Cima
- Arga de São João
- Argela
- Azevedo
- Caminha (ou Caminha-Matriz) (Caminha)
- Cristelo
- Dem
- Gondar
- Lanhelas
- Moledo
- Orbacém
- Riba de Âncora
- Seixas
- Venade
- Vila Praia de Âncora
- Vilar de Mouros
- Vilarelho (antes de 1891, Caminha-Vilarelho) (Caminha)
- Vile

Arcos de Valdevez · Caminha · Melgaço · Monção · Paredes de Coura · Ponte da Barca · Ponte de Lima · Valença · Viana do Castelo · Vila Nova de Cerveira

Portugal: Districten